# Larssen Peak
Der Larssen Peak ist ein 1550 m hoher Berg auf Südgeorgien. In der Allardyce Range ragt er zwischen den Three Brothers und dem Marikoppa auf.
Der South Georgia Survey nahm zwischen 1951 und 1952 Vermessungen des Bergs und seine Benennung vor. Namensgeber ist der Norweger Harald Larssen (1894–unbekannt), Manager der Walfangstation der Compañía Argentina de Pesca in Grytviken von 1951 bis 1954.